# 브라세 브렌스트룀

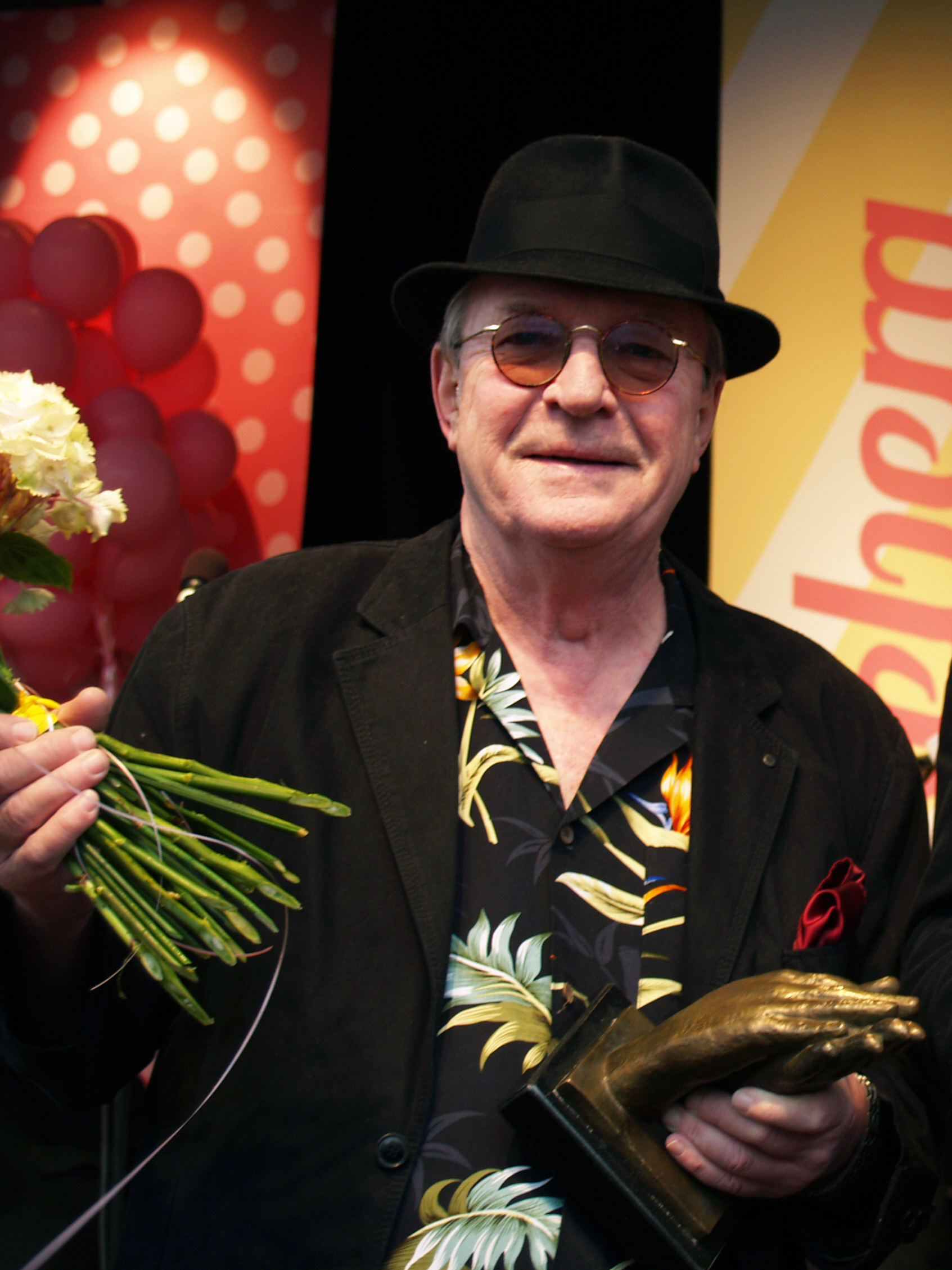

브라세 브렌스트룀(스웨덴어: Brasse Brännström, 1945년 2월 27일 ~ 2014년 8월 29일)은 스웨덴의 배우이다.
스톡홀름에서 나고 죽었다.

## 영화
- 케니 비긴즈 (2009년)
- 나의 어머니 (2005년)
- 데드라인 (2001년)
- 여름 이야기(영어판) (2000년)
- 고모론 (1992년) - 게스트 역
- 개 같은 내 인생 (1985년)
- 행복한 우리들 (1983년)
- 아버지 후보 (1979년)